# واپسین سرود میفونه
واپسین سرود میفونه (دانمارکی: Mifunes sidste sang) یک فیلم کمدی-درام دانمارکی به کارگردانی سورن کراگ-یاکوبسن محصول سال ۱۹۹۹ است که سومین فیلم منطبق بر مانیفست سینمایی دگما ۹۵ به‌شمار می‌رود. از بازیگران آن می‌توان به ایبن یایله، پاپریکا استین، سوفی گرابول، سیسه بابد کنوسن، آندرس برتلسن، یسپر اِسهولت و سورن مالینگ اشاره کرد.
واپسین سرود میفونه در چهل و نهمین جشنواره بین‌المللی فیلم برلین برندهٔ خرس نقره‌ای جایزه بزرگ هیئت داوران شده و یکی از ده فیلم پرفروش تاریخ سینمای دانمارک است.